# Ширина інтерференційної смуги
Ширина інтерференційної смуги (Interference fringe width) – це інтервал між двома сусідніми світлими або темними смугами на інтерференційному полі (екрані).

Якщо {\displaystyle N}- а світла смуга знаходиться на відстані {\displaystyle y_{1}} від центру поля, то для неї різниця ходу буде:
{\displaystyle \delta _{1}=N\lambda ={\frac {ay_{1}}{r+s}}}
Для сусідньої світлої {\displaystyle N+1}-ї смуги, яка знаходиться на відстані {\displaystyle y_{2}}, маємо
{\displaystyle \delta _{2}=(N+1)\lambda ={\frac {ay_{2}}{r+s}}}.
Тоді різниця між двома координатами {\displaystyle y_{1}} та {\displaystyle y_{2}} і буде шириною смуги:
{\displaystyle \sigma =y_{2}-y_{1}={\frac {\lambda (r+s)}{a}}=K_{I}\cdot \lambda },
де {\displaystyle K_{I}={\frac {r+s}{a}}\gg 1} - коефіцієнт підсилення інтерференційної схеми Френеля.